# Grande Prêmio do Japão
O Grande Prêmio do Japão foi disputado oficialmente fazendo parte do campeonato de Fórmula 1 pela primeira vez em 1976, em Fuji, e tendo sua segunda edição em 1977.
Numa ausência de dez anos, a prova japonesa retornaria a partir de 1987, porém em Suzuka.
Em 2007 e 2008, Fuji voltou ao calendário com um traçado refeito de acordo com padrões mais atuais de segurança, mas a partir de 2009, a prova nipônica regressaria para Suzuka.

## Circuitos utilizados

Fuji International Speedway (traçado de 2007-08)
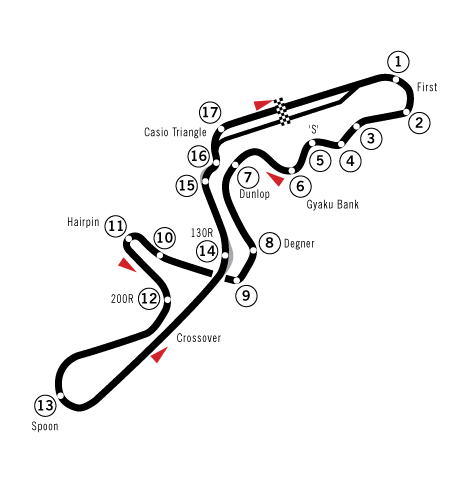
Circuito de Suzuka

## Grande Prêmio do Japão

### Vencedores por ano
O fundo rosa indica que a prova não fez parte do Mundial de Fórmula 1.
| Ano                   | Piloto                                  | Construtor                              | Local                                   | Resumo                                  |                                         |
| --------------------- | --------------------------------------- | --------------------------------------- | --------------------------------------- | --------------------------------------- | --------------------------------------- |
| 1963                  | Peter Warr                              | Team Lotus-Ford                         | Suzuka                                  | Detalhes                                |                                         |
| 1964                  | Michael Knight                          | Brabham-Ford                            | Suzuka                                  | Detalhes                                |                                         |
| Não realizado em 1965 |                                         |                                         |                                         |                                         |                                         |
| 1966                  | Yoshikazu Sunako                        | Prince                                  | Fuji                                    | Detalhes                                |                                         |
| 1967                  | Tetsu Ikuzawa                           | Porsche                                 | Fuji                                    | Detalhes                                |                                         |
| 1968                  | Moto Kitano                             | Nissan                                  | Fuji                                    | Detalhes                                |                                         |
| 1969                  | Motoharu Kurosawa Yoshikazu Sunako      | Nissan                                  | Fuji                                    | Detalhes                                |                                         |
| Não realizado em 1970 |                                         |                                         |                                         |                                         |                                         |
| 1971                  | Kuniomi Nagamatsu                       | Mitsubishi                              | Fuji                                    | Detalhes                                |                                         |
| 1972                  | John Surtees                            | Surtees                                 | Fuji                                    | Detalhes                                |                                         |
| 1973                  | Motoharu Kurosawa                       | March                                   | Fuji                                    | Detalhes                                |                                         |
| Não realizado em 1974 |                                         |                                         |                                         |                                         |                                         |
| 1975                  | Masahiro Hasemi                         | March                                   | Fuji                                    | Detalhes                                |                                         |
| 1976                  | Jacques Laffite                         | BMW                                     | Fuji                                    | Detalhes                                |                                         |
| 1976                  | Mario Andretti                          | Team Lotus-Cosworth                     | Fuji                                    | Detalhes                                |                                         |
| 1977                  | James Hunt                              | McLaren-Cosworth                        | Fuji                                    | Detalhes                                |                                         |
| -                     | Fora do calendário entre 1978 e 1986    | Fora do calendário entre 1978 e 1986    | Fora do calendário entre 1978 e 1986    | Fora do calendário entre 1978 e 1986    | Fora do calendário entre 1978 e 1986    |
| 1987                  | Gerhard Berger                          | Ferrari                                 | Suzuka                                  | Detalhes                                |                                         |
| 1988                  | Ayrton Senna                            | McLaren-Honda                           | Suzuka                                  | Detalhes                                |                                         |
| 1989                  | Alessandro Nannini                      | Benetton-Ford                           | Suzuka                                  | Detalhes                                |                                         |
| 1990                  | Nelson Piquet                           | Benetton-Ford                           | Suzuka                                  | Detalhes                                |                                         |
| 1991                  | Gerhard Berger                          | McLaren-Honda                           | Suzuka                                  | Detalhes                                |                                         |
| 1992                  | Riccardo Patrese                        | Williams-Renault                        | Suzuka                                  | Detalhes                                |                                         |
| 1993                  | Ayrton Senna                            | McLaren-Ford                            | Suzuka                                  | Detalhes                                |                                         |
| 1994                  | Damon Hill                              | Williams-Renault                        | Suzuka                                  | Detalhes                                |                                         |
| 1995                  | Michael Schumacher                      | Benetton-Renault                        | Suzuka                                  | Detalhes                                |                                         |
| 1996                  | Damon Hill                              | Williams-Renault                        | Suzuka                                  | Detalhes                                |                                         |
| 1997                  | Michael Schumacher                      | Ferrari                                 | Suzuka                                  | Detalhes                                |                                         |
| 1998                  | Mika Häkkinen                           | McLaren-Mercedes                        | Suzuka                                  | Detalhes                                |                                         |
| 1999                  | Mika Häkkinen                           | McLaren-Mercedes                        | Suzuka                                  | Detalhes                                |                                         |
| 2000                  | Michael Schumacher                      | Ferrari                                 | Suzuka                                  | Detalhes                                |                                         |
| 2001                  | Michael Schumacher                      | Ferrari                                 | Suzuka                                  | Detalhes                                |                                         |
| 2002                  | Michael Schumacher                      | Ferrari                                 | Suzuka                                  | Detalhes                                |                                         |
| 2003                  | Rubens Barrichello                      | Ferrari                                 | Suzuka                                  | Detalhes                                |                                         |
| 2004                  | Michael Schumacher                      | Ferrari                                 | Suzuka                                  | Detalhes                                |                                         |
| 2005                  | Kimi Räikkönen                          | McLaren-Mercedes                        | Suzuka                                  | Detalhes                                |                                         |
| 2006                  | Fernando Alonso                         | Renault                                 | Suzuka                                  | Detalhes                                |                                         |
| 2007                  | Lewis Hamilton                          | McLaren-Mercedes                        | Fuji                                    | Detalhes                                |                                         |
| 2008                  | Fernando Alonso                         | Renault                                 | Fuji                                    | Detalhes                                |                                         |
| 2009                  | Sebastian Vettel                        | Red Bull Racing-Renault                 | Suzuka                                  | Detalhes                                |                                         |
| 2010                  | Sebastian Vettel                        | Red Bull Racing-Renault                 | Suzuka                                  | Detalhes                                |                                         |
| 2011                  | Jenson Button                           | McLaren-Mercedes                        | Suzuka                                  | Detalhes                                |                                         |
| 2012                  | Sebastian Vettel                        | Red Bull Racing-Renault                 | Suzuka                                  | Detalhes                                |                                         |
| 2013                  | Sebastian Vettel                        | Red Bull Racing-Renault                 | Suzuka                                  | Detalhes                                |                                         |
| 2014                  | Lewis Hamilton                          | Mercedes                                | Suzuka                                  | Detalhes                                |                                         |
| 2015                  | Lewis Hamilton                          | Mercedes                                | Suzuka                                  | Detalhes                                |                                         |
| 2016                  | Nico Rosberg                            | Mercedes                                | Suzuka                                  | Detalhes                                |                                         |
| 2017                  | Lewis Hamilton                          | Mercedes                                | Suzuka                                  | Detalhes                                |                                         |
| 2018                  | Lewis Hamilton                          | Mercedes                                | Suzuka                                  | Detalhes                                |                                         |
| 2019                  | Valtteri Bottas                         | Mercedes                                | Suzuka                                  | Detalhes                                |                                         |
| 2020                  | Cancelado devido à Pandemia de COVID-19 | Cancelado devido à Pandemia de COVID-19 | Cancelado devido à Pandemia de COVID-19 | Cancelado devido à Pandemia de COVID-19 | Cancelado devido à Pandemia de COVID-19 |
| 2021                  | Cancelado devido à Pandemia de COVID-19 | Cancelado devido à Pandemia de COVID-19 | Cancelado devido à Pandemia de COVID-19 | Cancelado devido à Pandemia de COVID-19 | Cancelado devido à Pandemia de COVID-19 |
| 2022                  | Max Verstappen                          | Red Bull Racing-RBPT                    | Suzuka                                  | Detalhes                                |                                         |
| 2023                  | Max Verstappen                          | Red Bull Racing-Honda RBPT              | Suzuka                                  | Detalhes                                |                                         |
| 2024                  | Max Verstappen                          | Red Bull Racing-Honda RBPT              | Suzuka                                  | Detalhes                                |                                         |
| 2025                  | Max Verstappen                          | Red Bull Racing-Honda RBPT              | Suzuka                                  | Detalhes                                |                                         |
| Fontes:               |                                         |                                         |                                         |                                         |                                         |

### Vitórias por piloto
| Total | Piloto             | Vitórias                           |
| ----- | ------------------ | ---------------------------------- |
| 6     | Michael Schumacher | 1995, 1997, 2000, 2001, 2002, 2004 |
| 5     | Lewis Hamilton     | 2007, 2014, 2015, 2017, 2018       |
| 4     | Sebastian Vettel   | 2009, 2010, 2012, 2013             |
| 4     | Max Verstappen     | 2022, 2023, 2024, 2025             |
| 2     | Yoshikazu Sunako   | 1966, 1969                         |
| 2     | Motoharu Kurosawa  | 1969, 1973                         |
| 2     | Gerhard Berger     | 1987, 1991                         |
| 2     | Ayrton Senna       | 1988, 1993                         |
| 2     | Damon Hill         | 1994, 1996                         |
| 2     | Mika Häkkinen      | 1998, 1999                         |
| 2     | Fernando Alonso    | 2006, 2008                         |
| 1     | Peter Warr         | 1963                               |
| 1     | Michael Knight     | 1964                               |
| 1     | Tetsu Ikuzawa      | 1967                               |
| 1     | Moto Kitano        | 1968                               |
| 1     | Kuniomi Nagamatsu  | 1971                               |
| 1     | John Surtees       | 1972                               |
| 1     | Masahiro Hasemi    | 1975                               |
| 1     | Jacques Laffite    | 1976                               |
| 1     | Mario Andretti     | 1976                               |
| 1     | James Hunt         | 1977                               |
| 1     | Alessandro Nannini | 1989                               |
| 1     | Nelson Piquet      | 1990                               |
| 1     | Riccardo Patrese   | 1992                               |
| 1     | Rubens Barrichello | 2003                               |
| 1     | Kimi Raikkonen     | 2005                               |
| 1     | Jenson Button      | 2011                               |
| 1     | Nico Rosberg       | 2016                               |
| 1     | Valtteri Bottas    | 2019                               |
| 1     | Fontes:            |                                    |

### Vitórias por equipe
| Total   | Equipe          | Vitórias                                             |
| ------- | --------------- | ---------------------------------------------------- |
| 9       | McLaren         | 1977, 1988, 1991, 1993, 1998, 1999, 2005, 2007, 2011 |
| 8       | Red Bull Racing | 2009, 2010, 2012, 2013, 2022, 2023, 2024, 2025       |
| 7       | Ferrari         | 1987, 1997, 2000, 2001, 2002, 2003, 2004             |
| 6       | Mercedes        | 2014, 2015, 2016, 2017, 2018, 2019                   |
| 3       | Benetton        | 1989, 1990, 1995                                     |
| 3       | Williams        | 1992, 1994, 1996                                     |
| 2       | Team Lotus      | 1963, 1976                                           |
| 2       | Nissan          | 1968, 1969                                           |
| 2       | March           | 1973, 1975                                           |
| 2       | Renault         | 2006, 2008                                           |
| 1       | Brabham         | 1964                                                 |
| 1       | Prince          | 1966                                                 |
| 1       | Porsche         | 1967                                                 |
| 1       | Mitsubishi      | 1971                                                 |
| 1       | Surtees         | 1972                                                 |
| 1       | BMW             | 1976                                                 |
| Fontes: |                 |                                                      |

### Vitórias por país
| Total | País           | Vitórias                                                               |
| ----- | -------------- | ---------------------------------------------------------------------- |
| 12    | Reino Unido    | 1963, 1964, 1972, 1977, 1994, 1996, 2007, 2011, 2014, 2015, 2017, 2018 |
| 11    | Alemanha       | 1995, 1997, 2000, 2001, 2002, 2004, 2009, 2010, 2012, 2013, 2016       |
| 7     | Japão          | 1966, 1967, 1968, 1969, 1971, 1973, 1975                               |
| 4     | Brasil         | 1988, 1990, 1993, 2003                                                 |
| 4     | Finlândia      | 1998, 1999, 2005, 2019                                                 |
| 4     | Países Baixos  | 2022, 2023, 2024, 2025                                                 |
| 2     | Áustria        | 1987, 1991                                                             |
| 2     | Itália         | 1989, 1992                                                             |
| 2     | Espanha        | 2006, 2008                                                             |
| 1     | França         | 1976                                                                   |
| 1     | Estados Unidos | 1976                                                                   |
| 1     | Fontes:        |                                                                        |

### Recordes de pista
|                       |                  |                  |          |          |      |
| Fuji                  | País/Piloto      | Construtor       | Tempo    | Extensão | Ano  |
| Pole position         | Lewis Hamilton   | McLaren-Mercedes | 1:18.404 | 4.563 km | 2008 |
| Melhor volta na prova | Felipe Massa     | Ferrari          | 1:18.426 | 4.563 km | 2008 |
|                       |                  |                  |          |          |      |
| Suzuka                | País/Piloto      | Construtor       | Tempo    | Extensão | Ano  |
| Pole position         | Sebastian Vettel | Ferrari          | 1:27.064 | 5.807 km | 2019 |
| Melhor volta na prova | Lewis Hamilton   | Mercedes         | 1:30.983 | 5.807 km | 2019 |
| Fontes:               |                  |                  |          |          |      |